# George Murphy
George Murphy (New Haven, 1902. július 4. – Palm Beach, 1992. május 3.) az Amerikai Egyesült Államok szenátora (Kalifornia, 1965–1971).